# Kedawung (Nglegok)
Kedawung is een bestuurslaag in het regentschap Blitar van de provincie Oost-Java, Indonesië. Kedawung telt 6159 inwoners (volkstelling 2010).